# Giorgi Abuashvili
Giorgi Abuashvili (tiếng Gruzia: გიორგი აბუაშვილი; sinh ngày 8 tháng 2 năm 2003) là một cầu thủ bóng đá chuyên nghiệp người Gruzia, hiện đang chơi ở vị trí tiền vệ cánh cho Dinamo Tbilisi.